# Telingana imitator
Telingana imitator är en insektsart som beskrevs av Kirby. Telingana imitator ingår i släktet Telingana och familjen hornstritar. Inga underarter finns listade i Catalogue of Life.